# Тростянець (Дубенський район)
Тростяне́ць — село в Україні, у Семидубській сільській громаді Дубенського району Рівненської області. Населення становить понад 330 осіб.

## Розташування села
На півночі межує з селом Іваниничі, на півдні — із Залужжям. Від районного центру віддалене на 13 км, від обласного — на 58 км.
Поблизу села знаходиться Свята гора «Іспряча» або «Божа гора», яка в минулі віки була відома на Волині своєю чудодійністю. На ній знаходиться церква та каплиця на місці каменю з відбитком стопи Матері Божої.

## Історія села
З давніх-давен на нинішній території села Тростянець було невелике поселення. За однією з легенд, тут жили два брати на прізвисько Трості.
Під час нападу монголо-татар на поселення — брати очолили захист села, під час якого один з братів загинув. На честь нього і назвали село Тростянець.
У 1906 році село Судобицької волості Дубенського повіту Волинської губернії. Відстань від повітового міста 14 верст, від волості 14. Дворів 94, мешканців 612.
7 (20) листопада 1917 року, відповідно до Третього Універсалу Української Центральної Ради, увійшло до складу Української Народної Республіки.
12 червня 2020 року, відповідно до розпорядження Кабінету Міністрів України № 722-р від «Про визначення адміністративних центрів та затвердження територій територіальних громад Рівненської області», увійшло до складу Семидубської сільської громади.
19 липня 2020 року, в результаті адміністративно-територіальної реформи та ліквідації  Дубенського (1939—2020) району, село увійшло до складу новоутвореного Дубенського району.

## Галерея

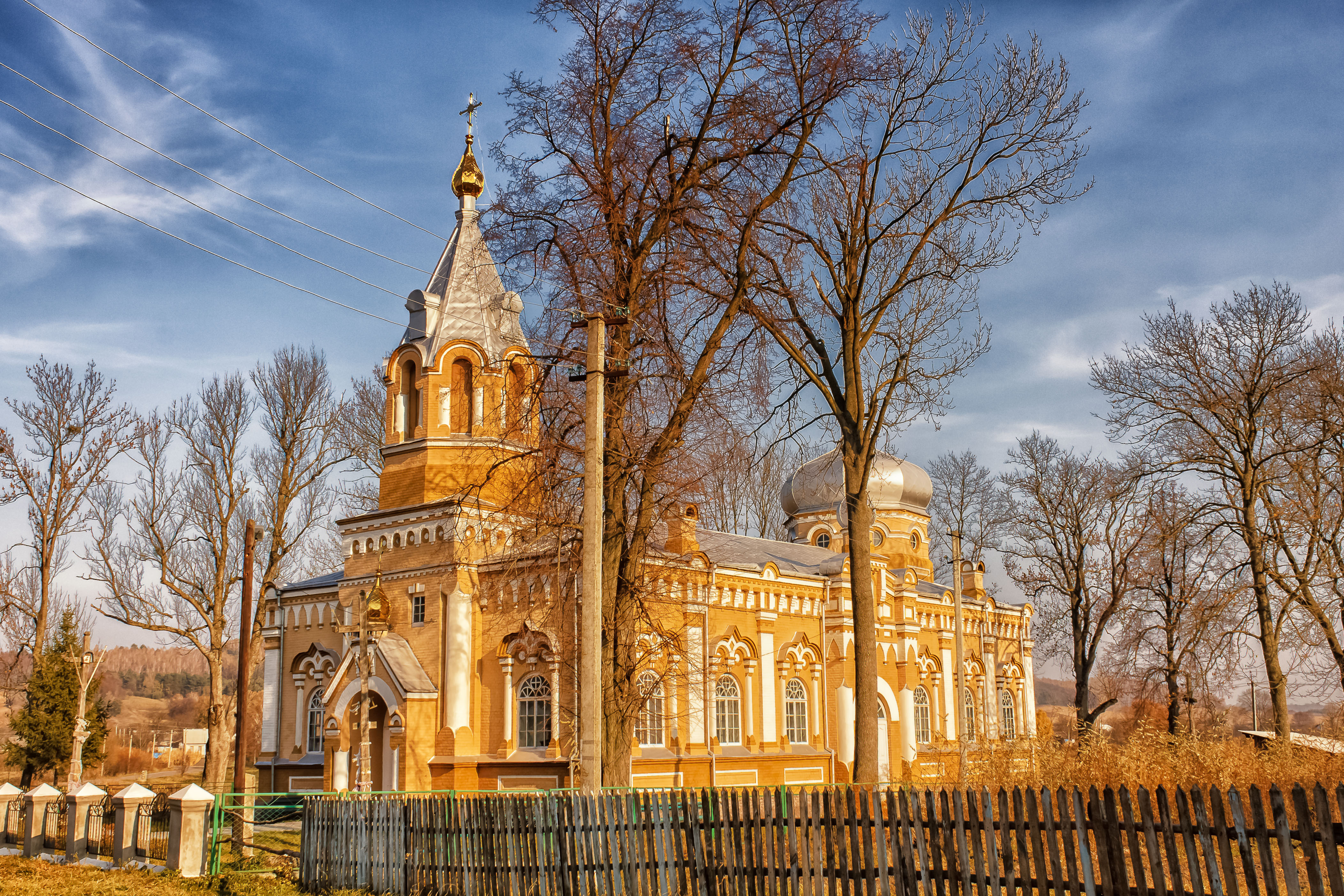
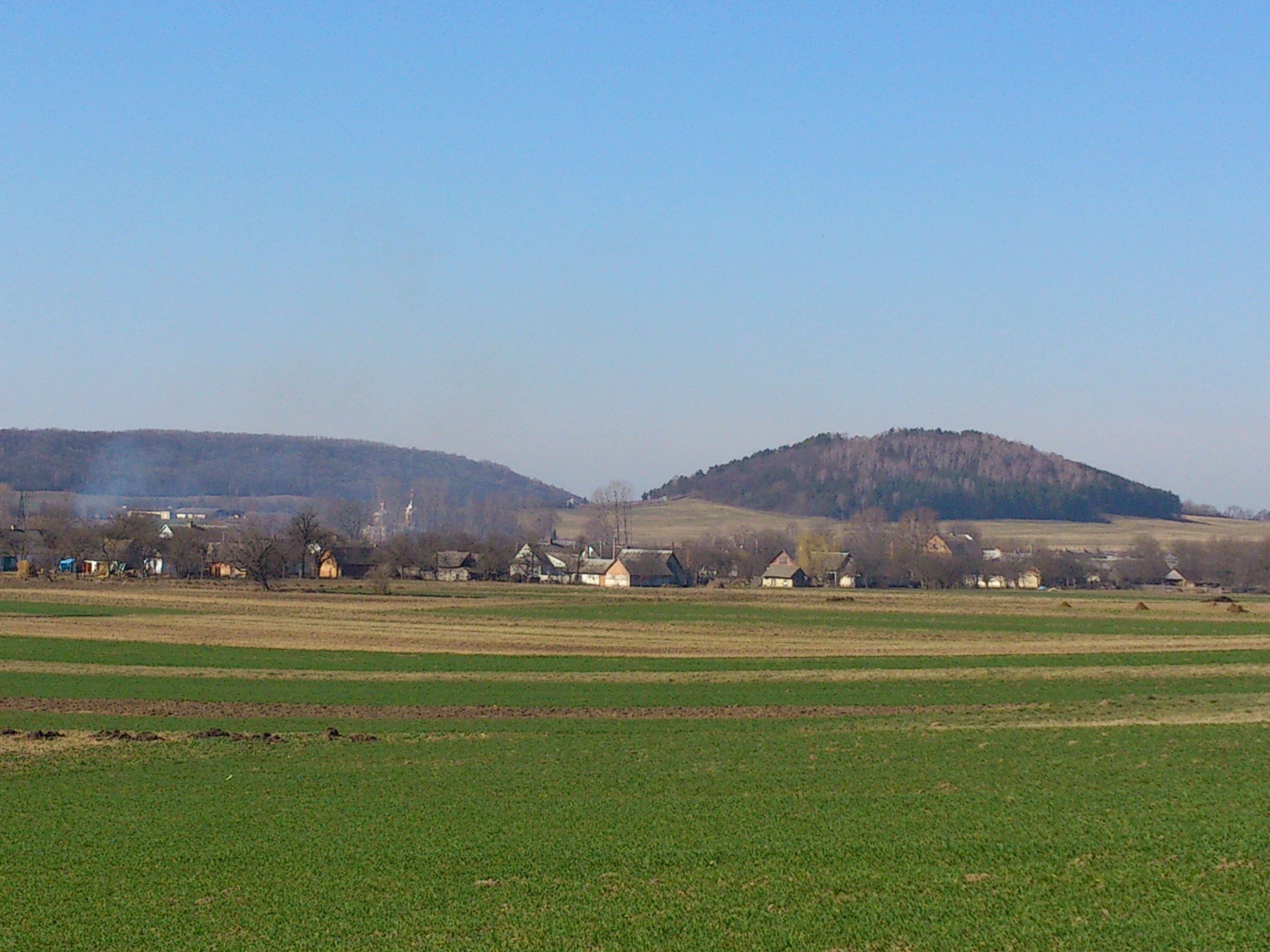
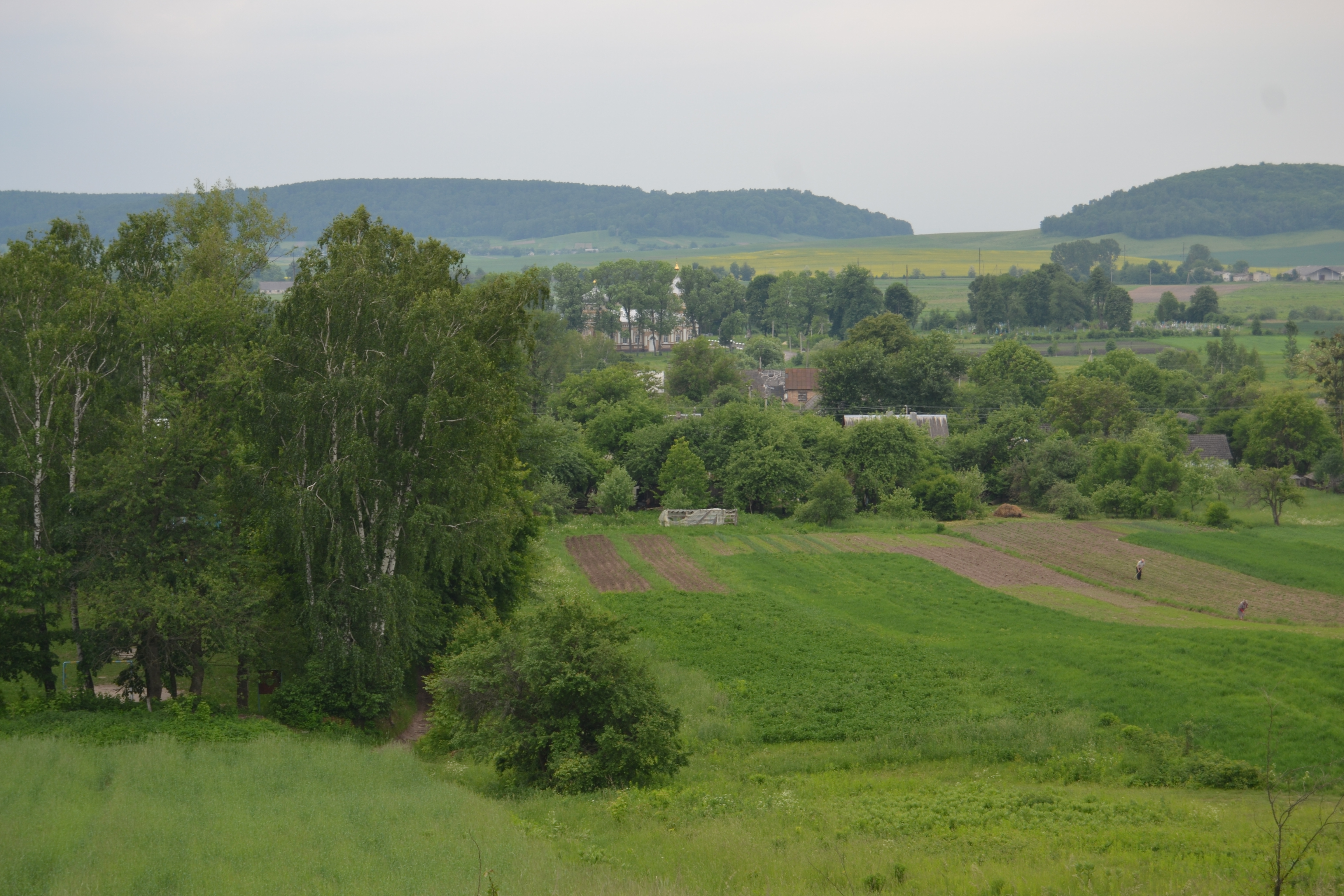
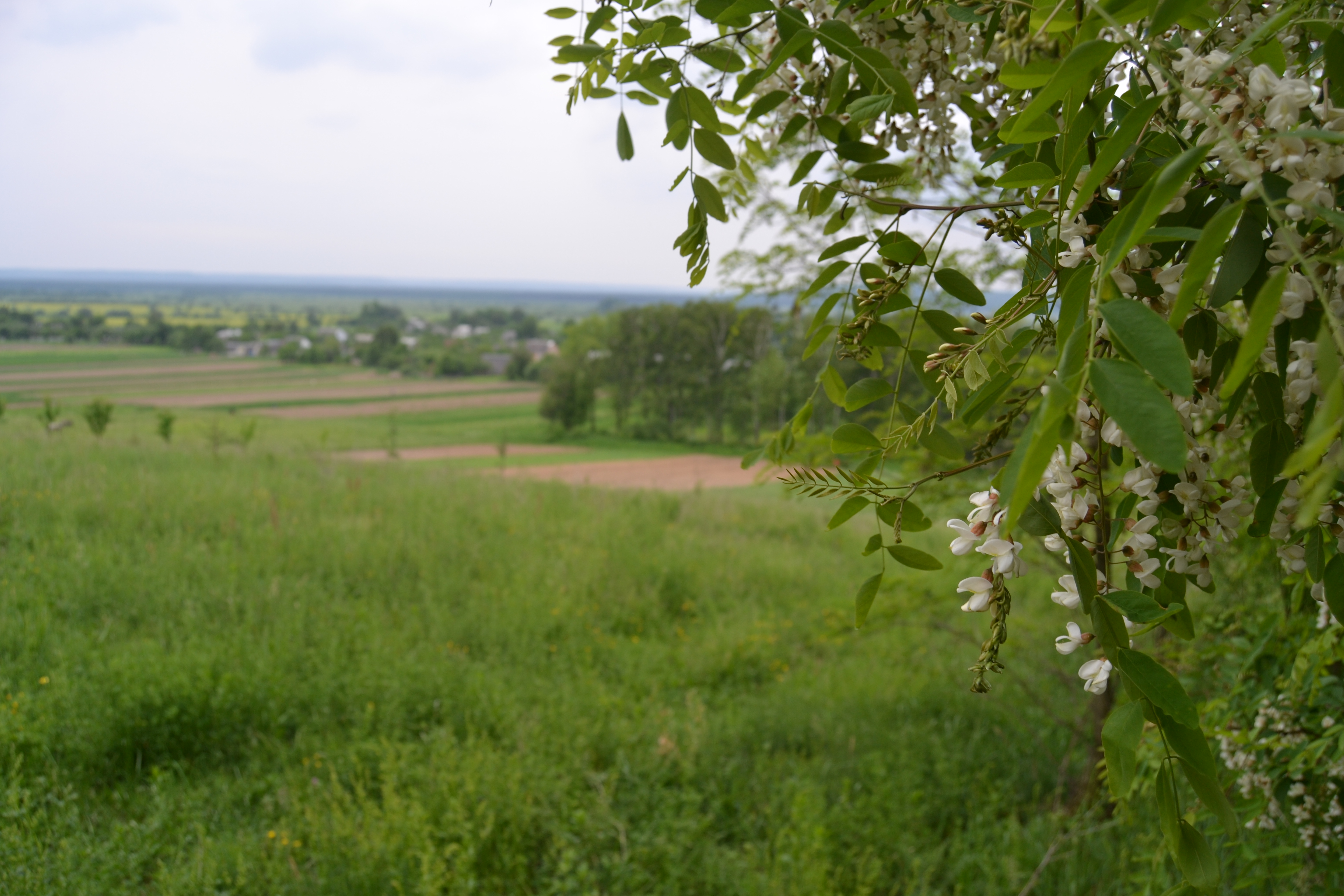
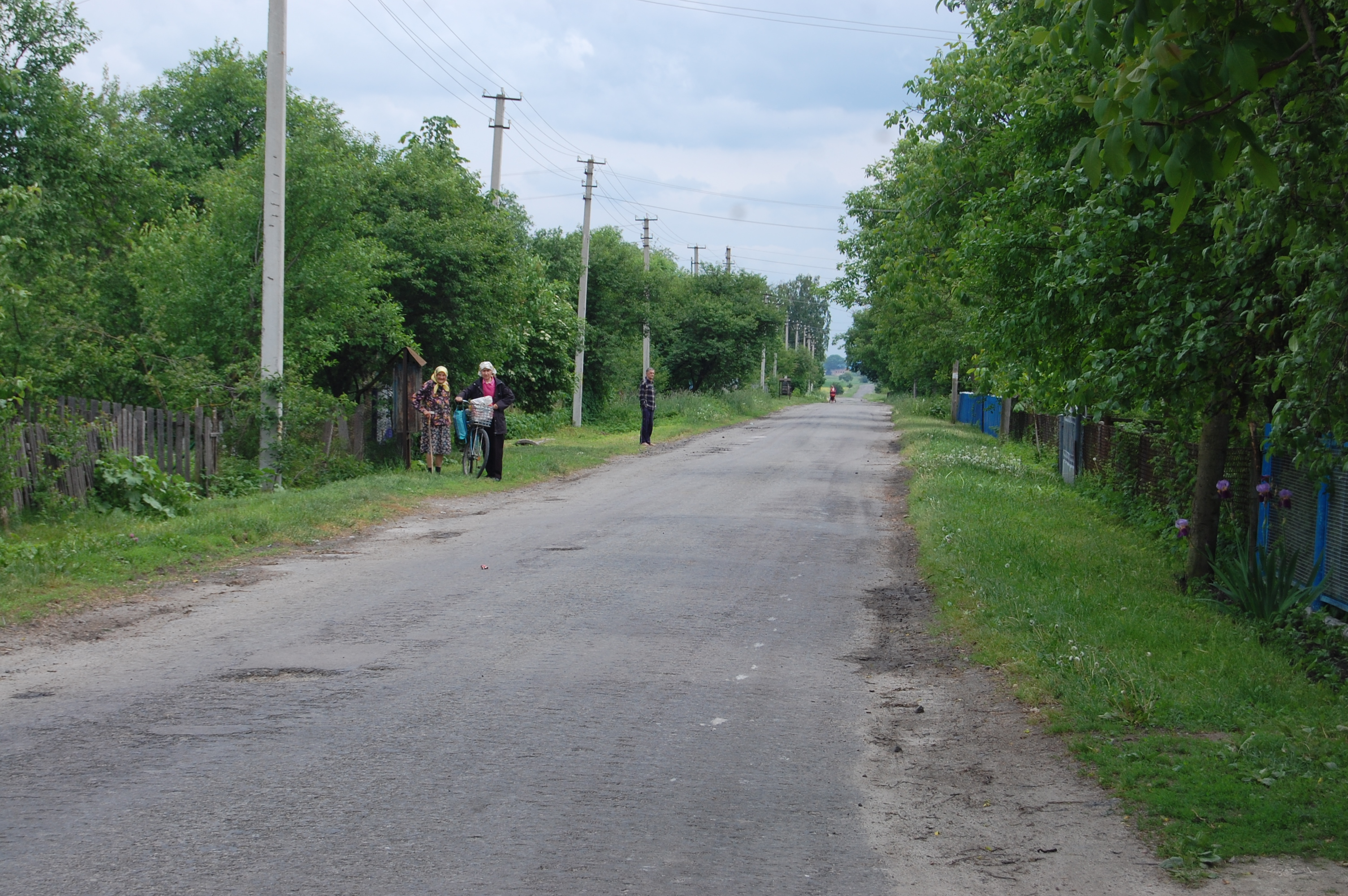
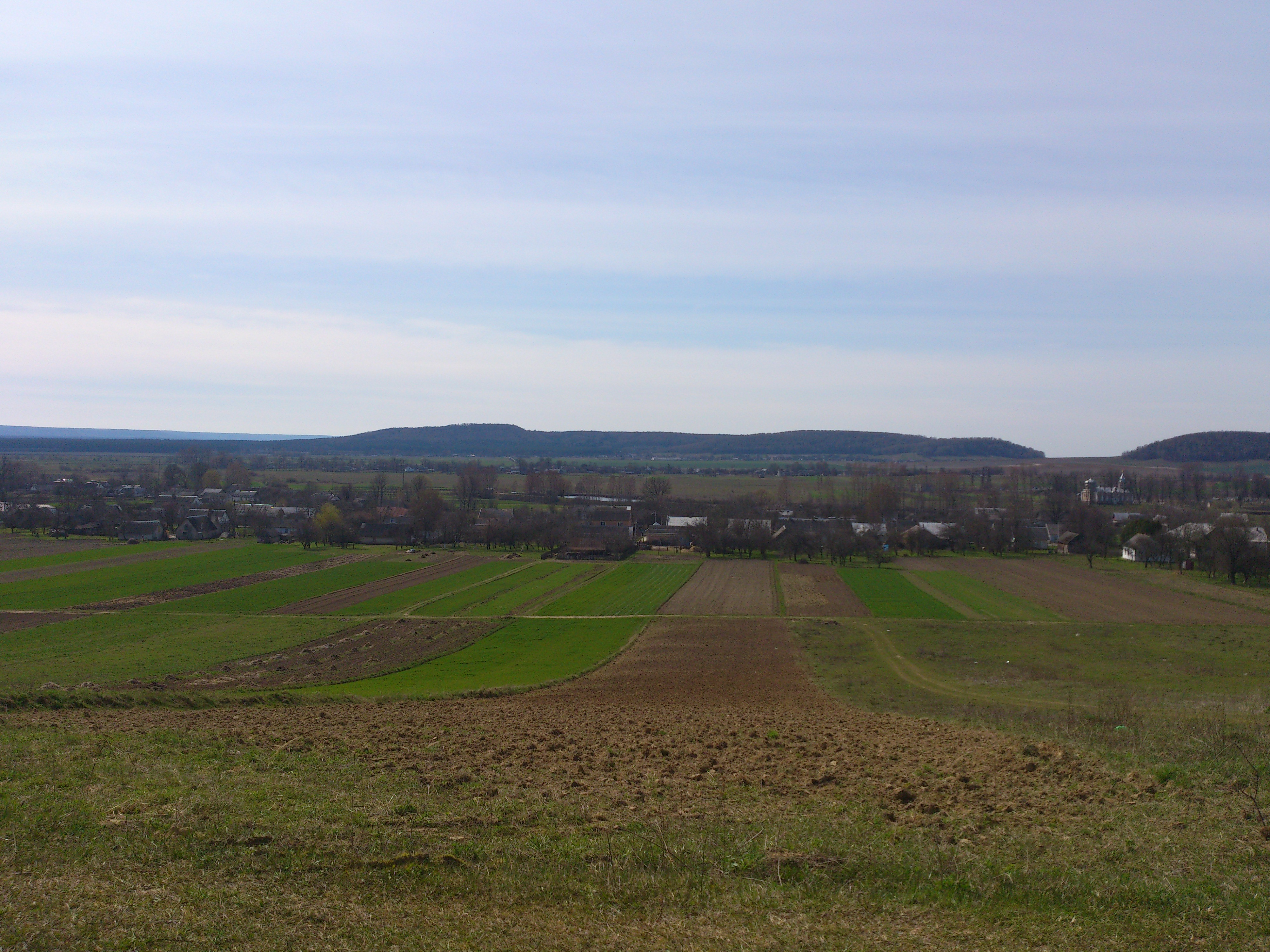
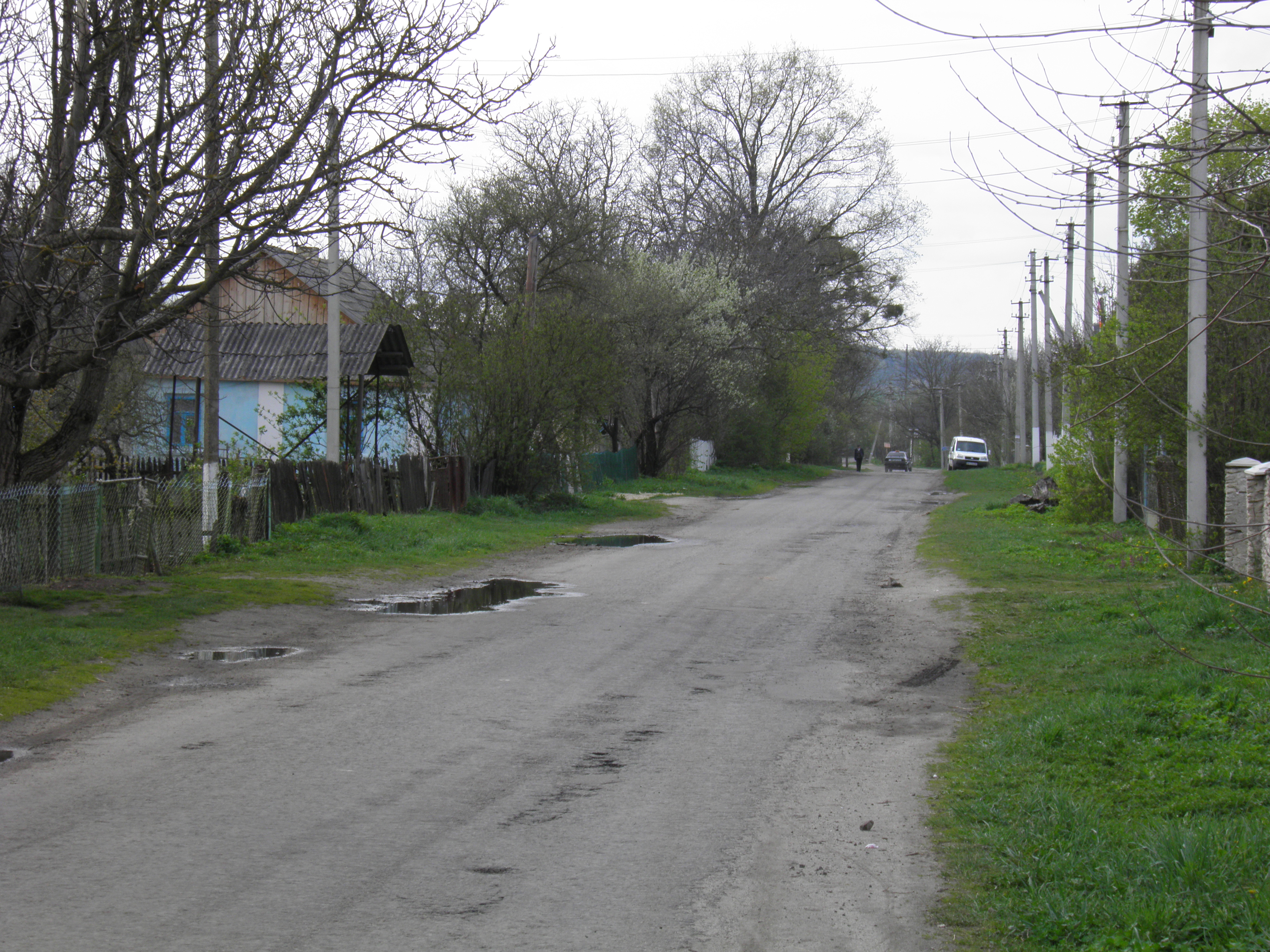
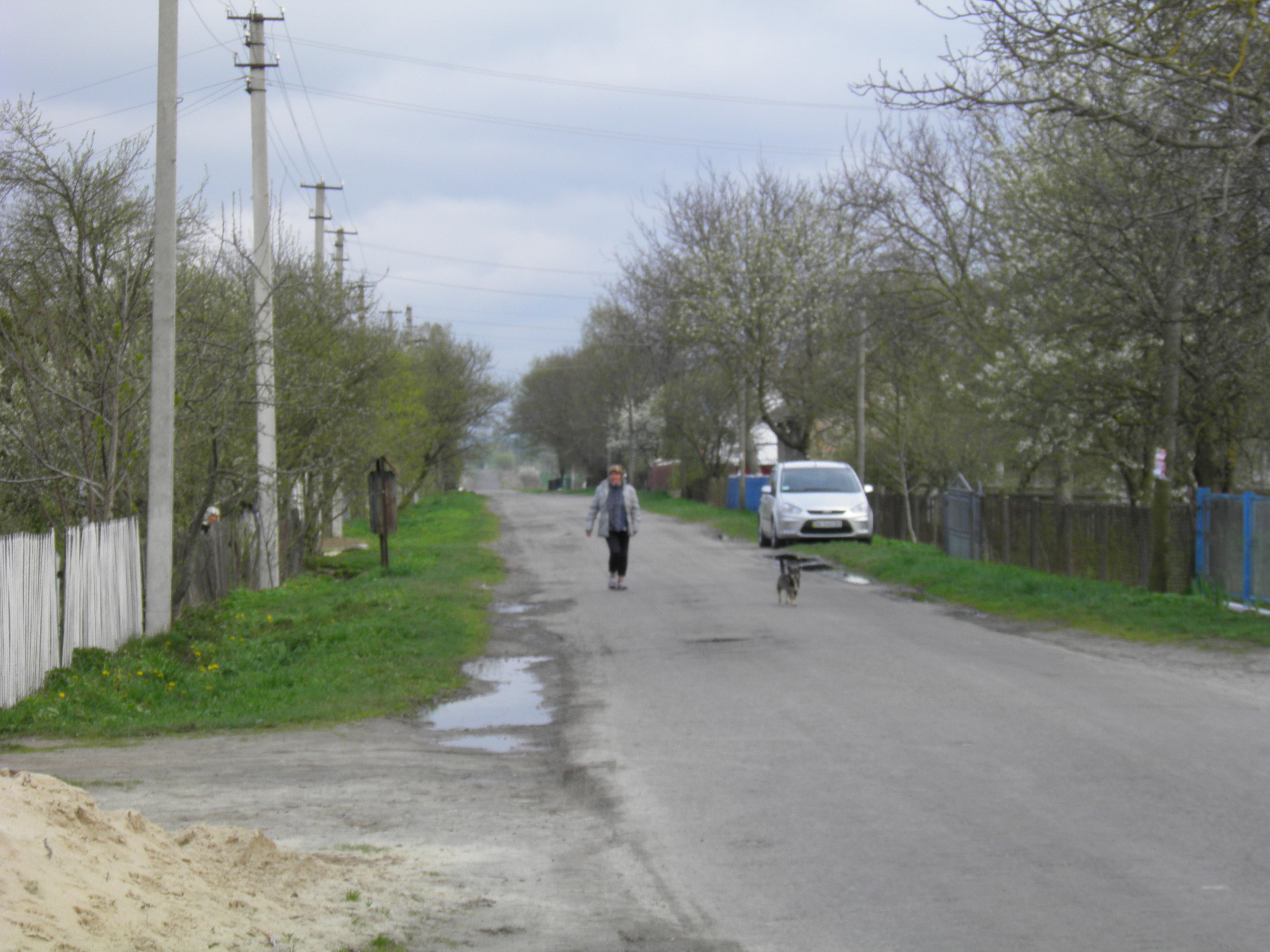
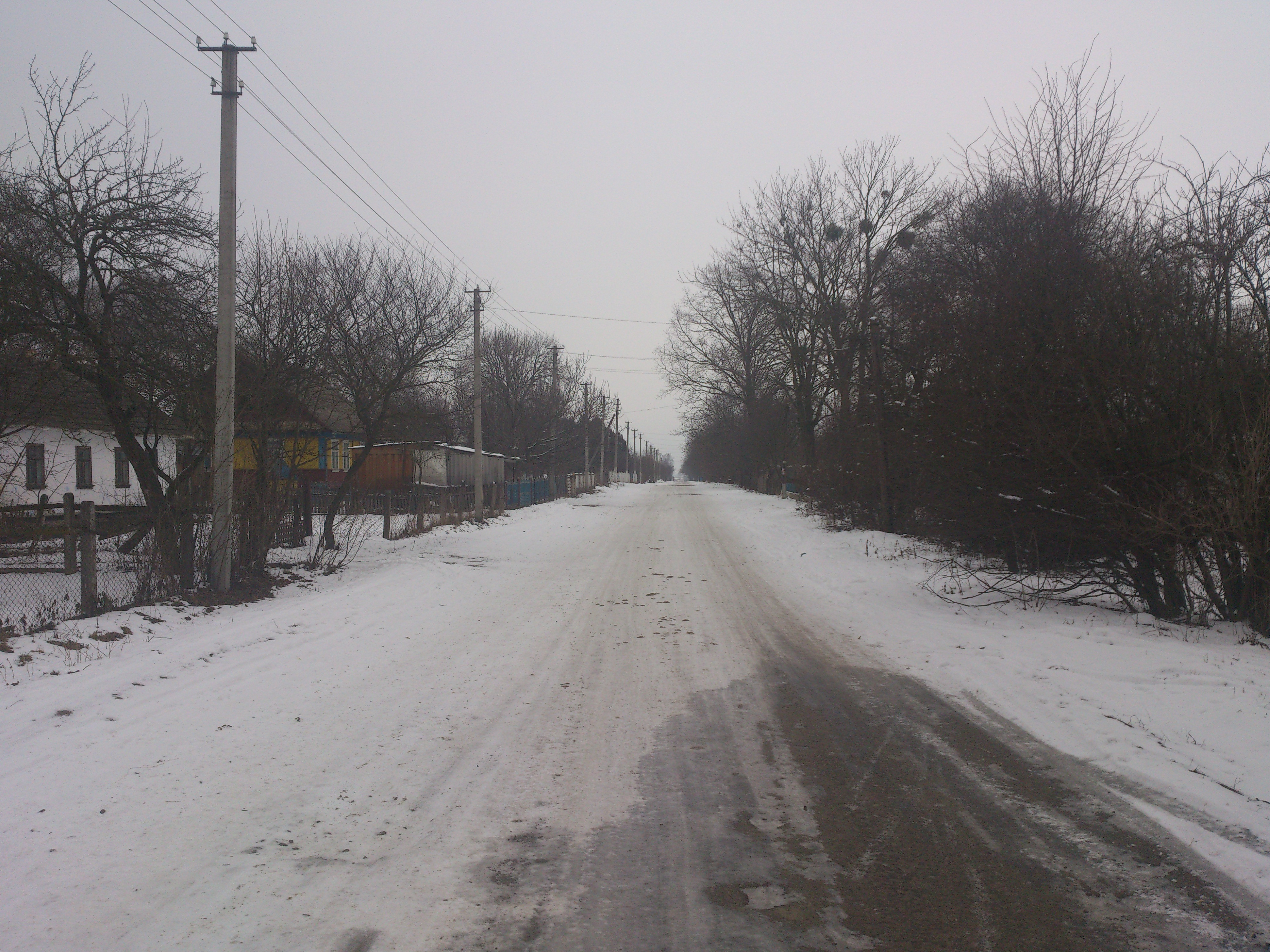
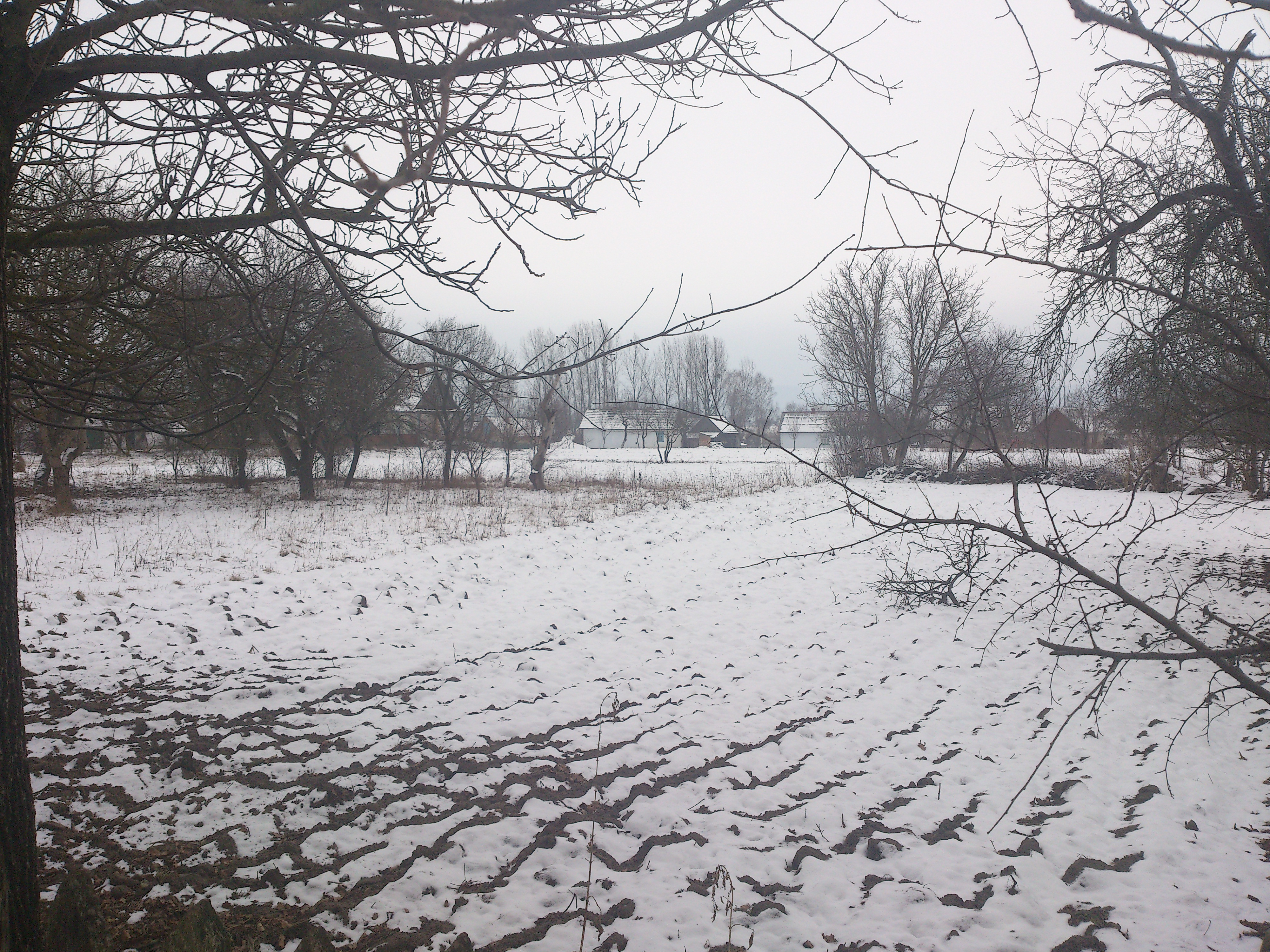
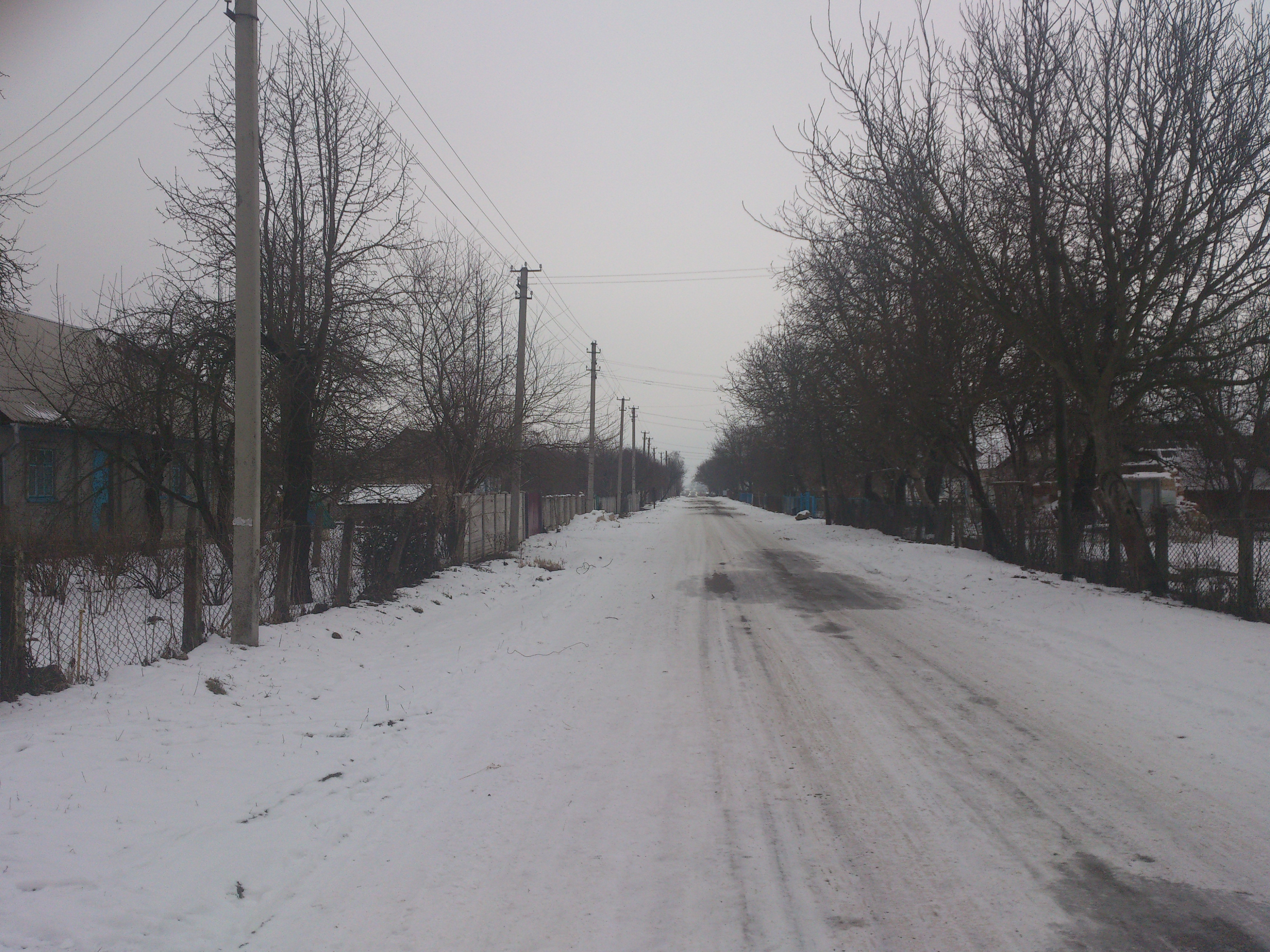
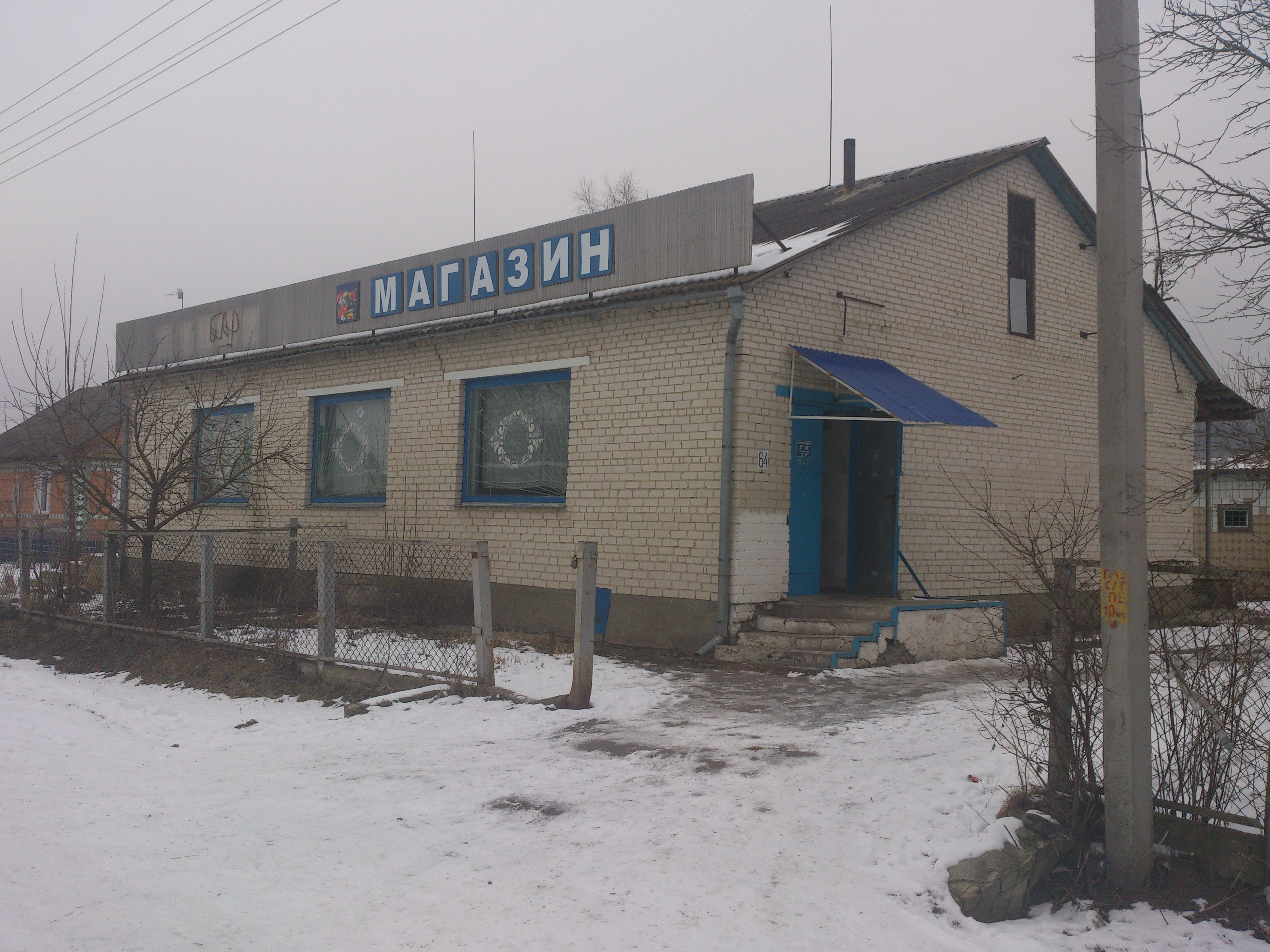
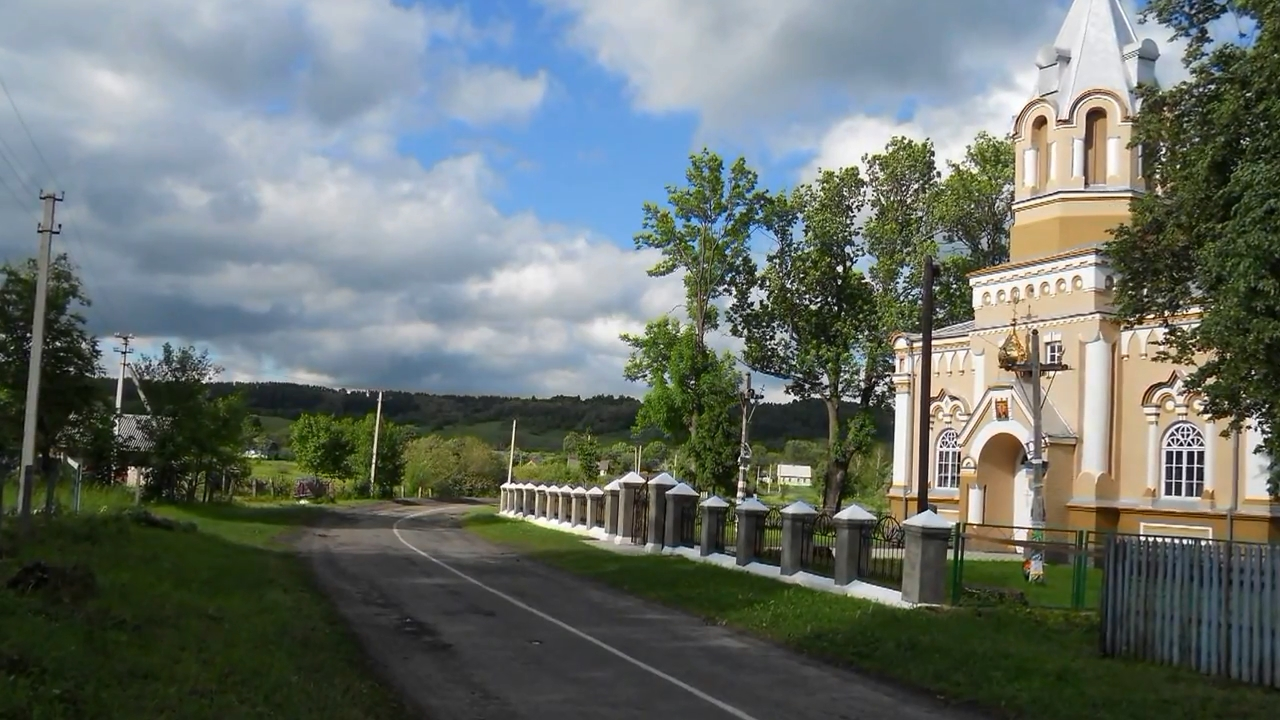
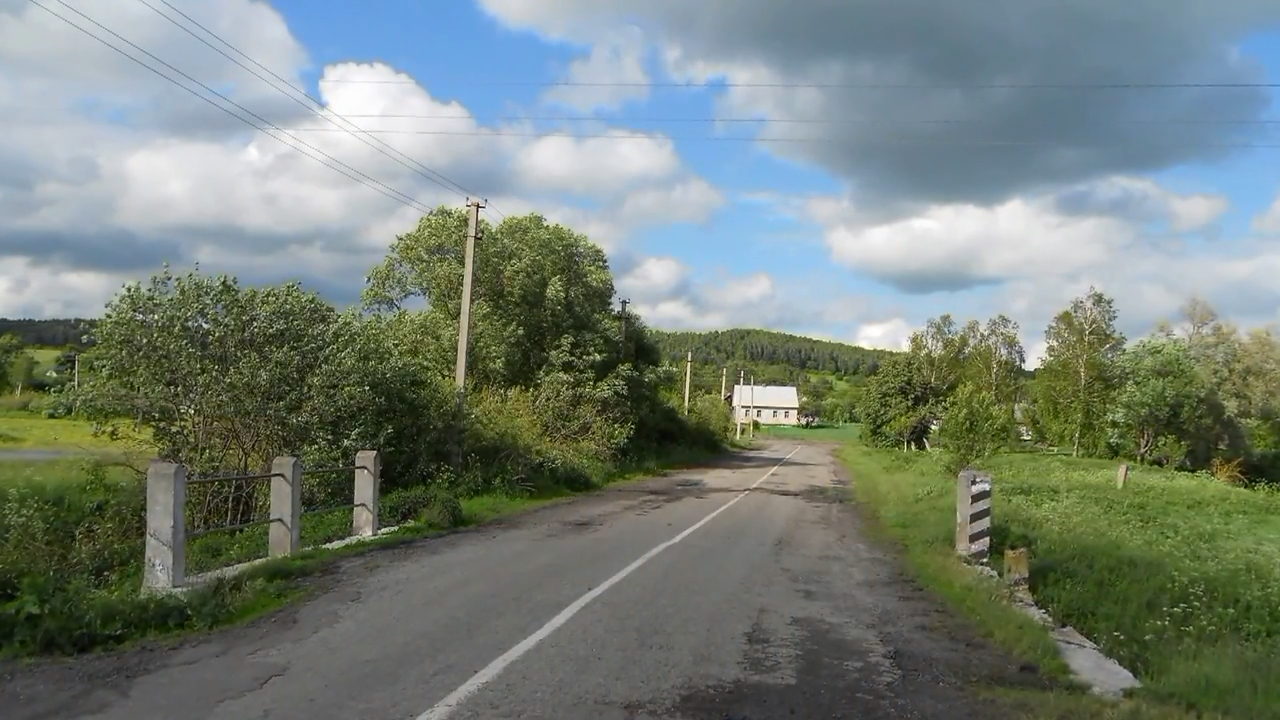
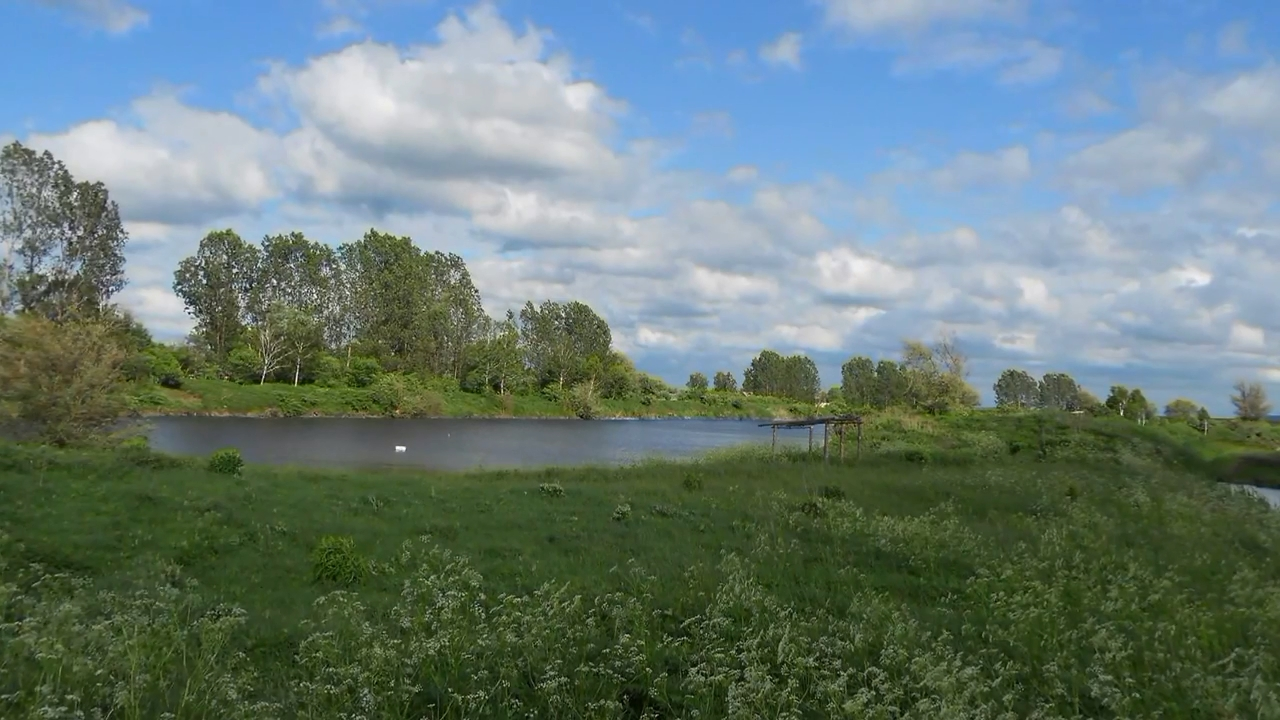

## Освіта

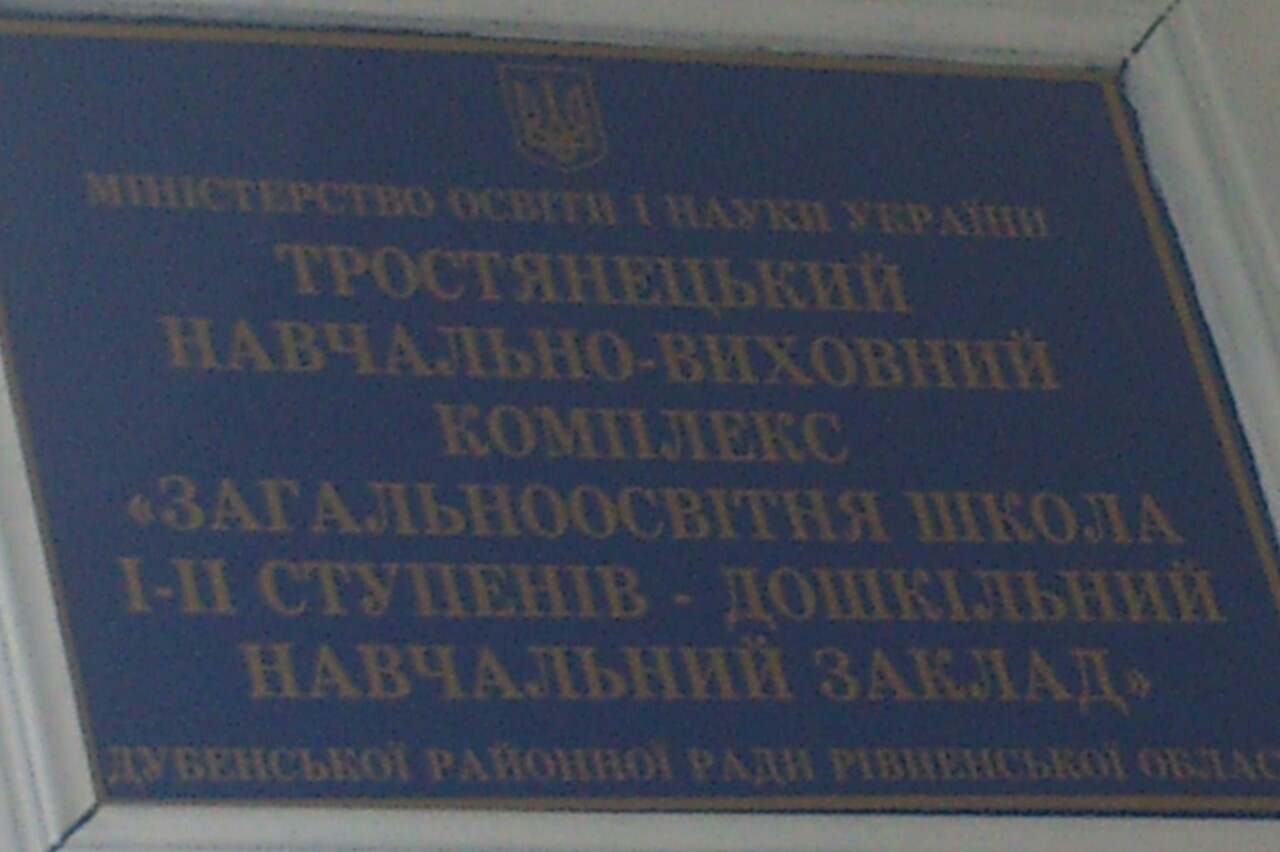
Тростянецька ЗОШ І-ІІ ступенів Дубенської районної ради Рівненської області

Тростянецька ЗОШ І-ІІ ступенів Дубенської районної ради Рівненської області

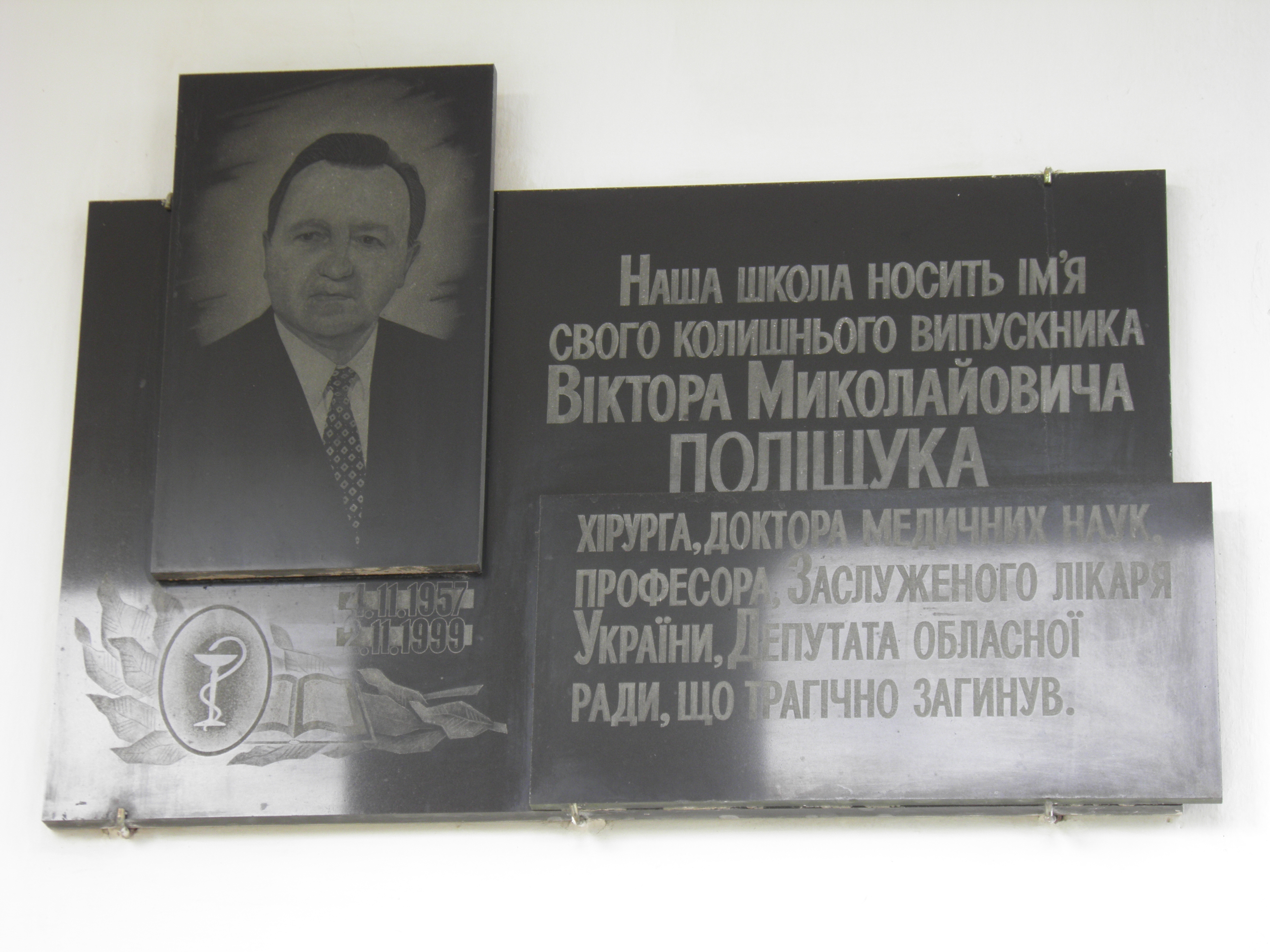
c. Тростянець (дошка на школі пам'яті Віктора Поліщука)

В селі Тростянець працює Тростянецький навчально-виховний комплекс «Загальноосвітня школа І-ІІ ступенів-дошкільний навчальний заклад» Дубенської районної ради Рівненської області. Директор — Павлунь Лариса Олексіївна. Школа названа ім'ям її випускника — доктора медичних наук, професора Віктора Поліщука.

## Інфраструктура
На території села є:
- магазин
- будинок культури
- фельдшерсько-акушерський пункт

## Релігія

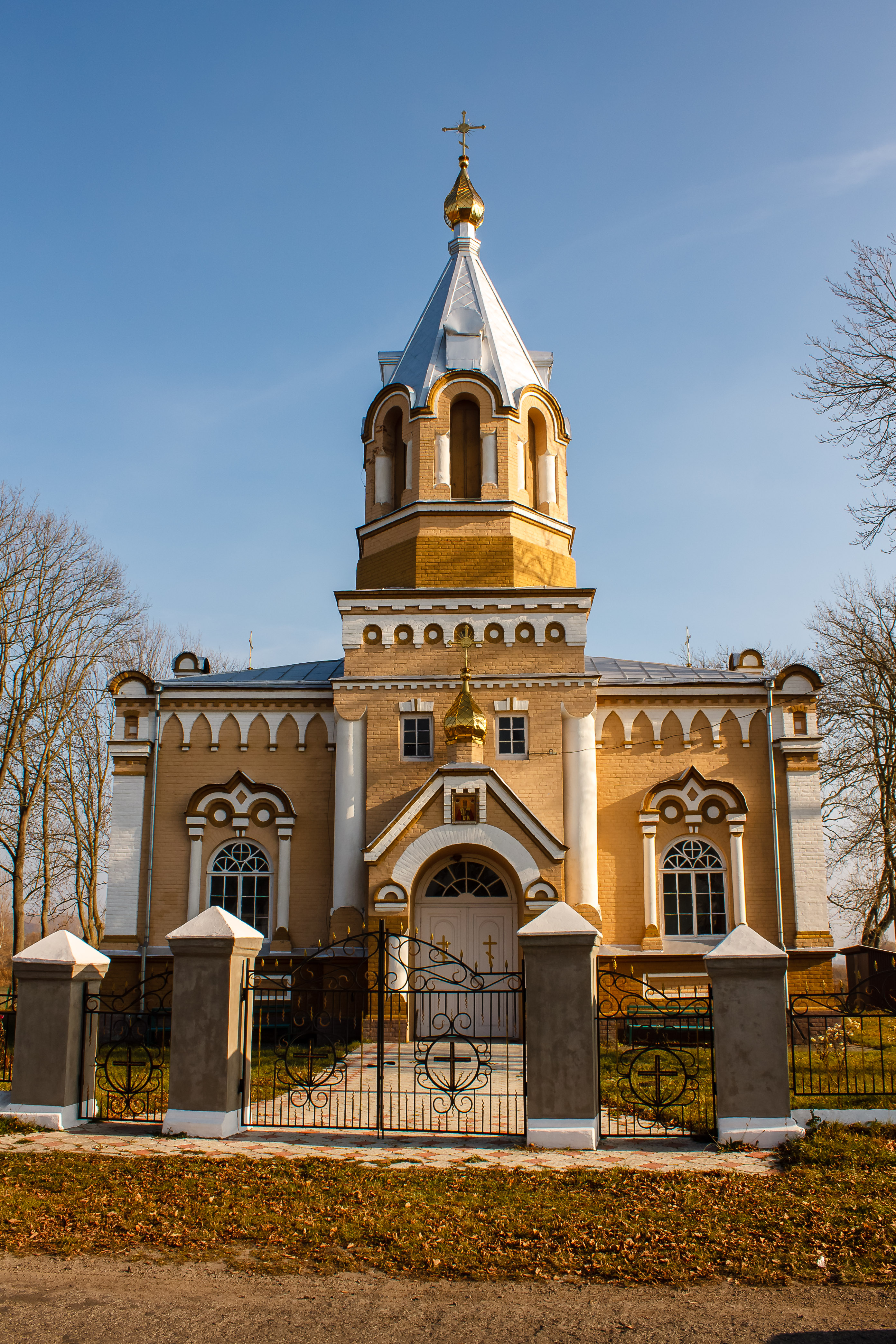
Миколаївська церква у с. Тростянець

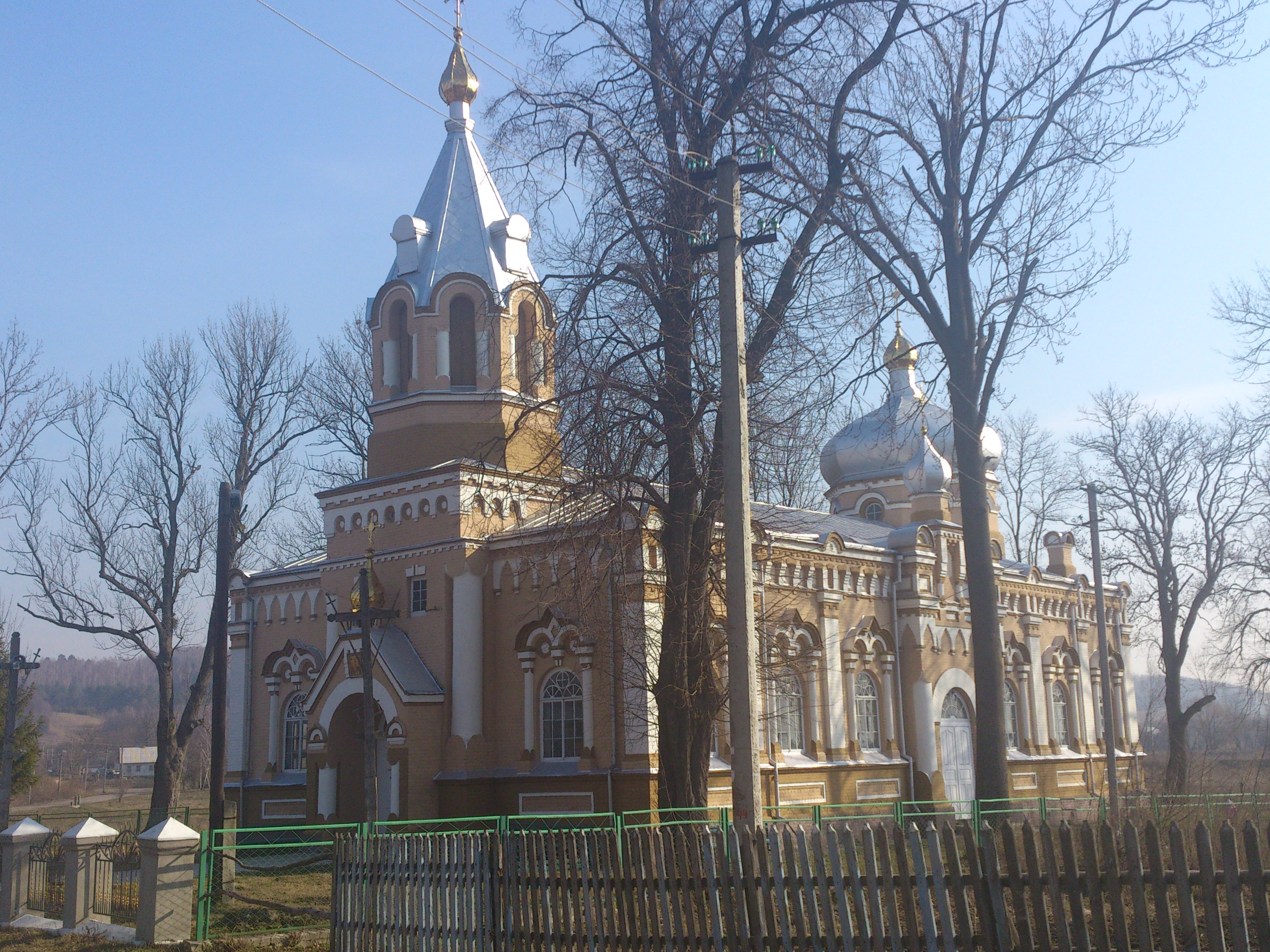
Миколаївська церква, с. Тростянець, Дубенський район

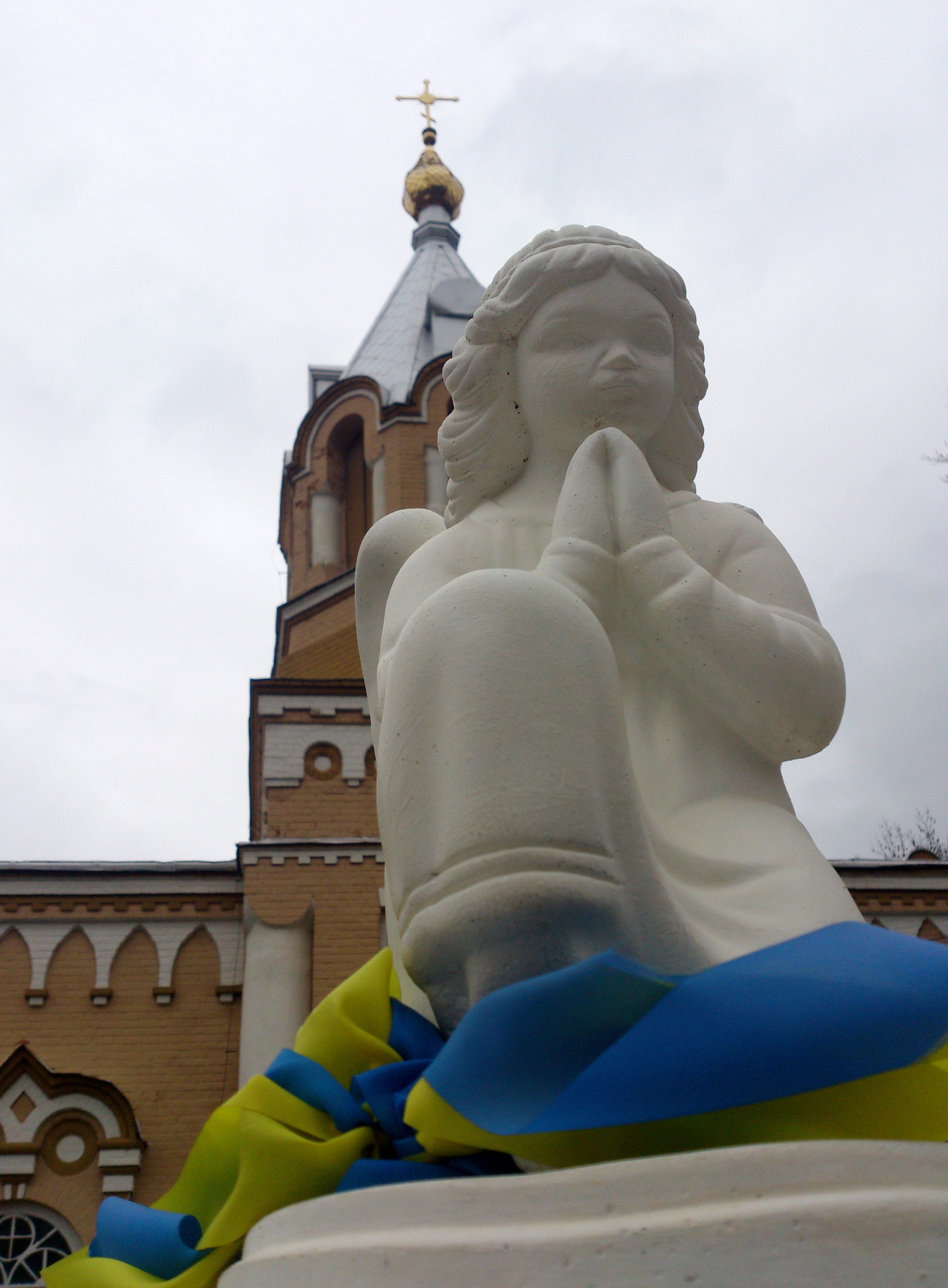
Церква св. Миколая

На території села Тростянець працює Миколаївська церква. Вона є пам'яткою архітектури місцевого значення і збудована була ще в 1913 році. Настоятель храму — отець Володимир Барнас.